# 窮人銀行
窮人銀行（Pauper's Bank），泛指提供低利的微額貸款給窮人的銀行。有別於以營利為唯一目的的一般銀行，經營「窮人銀行」通常被視為慈善事業。因為一般的銀行的信貸，往往在巧立名目加上一堆手續費後，可逼近甚至超過法定利率上限。

## 各地情況

### 臺灣

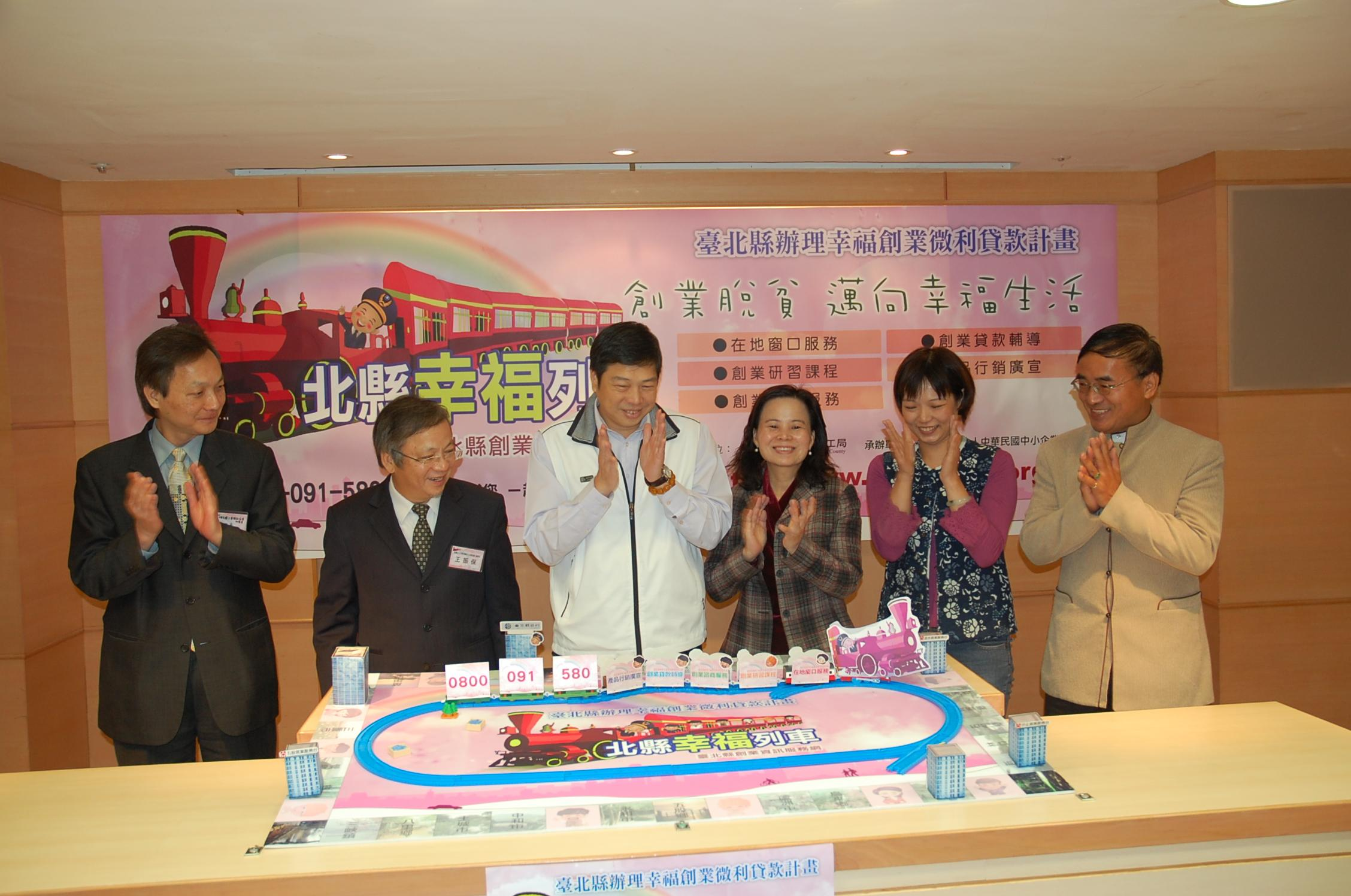
臺北縣政府勞工局「臺北縣幸福創業微利貸款計畫」宣傳記者會

- 2009年，立法委員徐中雄提出的一項計劃。希望成立基金會，能以低利貸款給一般民眾，協助其創業、做小本生意，扶持弱勢。[1]
- 2009年，台塑集團少東王文洋透過好友汪笨湖表示，將捐出王永慶部份遺產開設窮人銀行，協助失業者和弱勢家庭貸款。[2]
- 2009年，臺北縣政府勞工局開設「幸福創業微利貸款計畫」，提供低利率、最高新臺幣100萬元的創業貸款。[3]
- 2011年9月，中國信託慈善基金會與家扶基金會推出「信扶專案」計畫，預計四年內投入新臺幣一億元，提供二百戶家庭免擔保、低利率、最高新臺幣50萬元的貸款。[4]

### 其它地區
- 2006年諾貝爾和平獎得主，穆罕默德·尤納斯（Muhammad Yunus），1983年在孟加拉創辦的孟加拉鄉村銀行（Grameen），向來以提供微額貸款給窮人，這讓他獲得諾貝爾和平獎。[5]

## 相關
- 卡奴
- 租稅
- 信貸
- 銀行
- 微額貸款（microfinance）
- 泛紫聯盟